# FK Dinamo Minsk
Pour les articles homonymes, voir Dinamo Minsk.
Maillots
| \| Minsk \| Localisation de la ville de Minsk |
| Minsk                                         |

Le Futbolny Klub Dinamo Minsk, plus couramment abrégé en FK Dinamo Minsk (en russe : ФК Динамо Минск) ou FK Dynama Minsk (en biélorusse : ФК Дынама Мінск), est un club biélorusse de football fondé en 1927  et basé à Minsk, la capitale du pays.
Fondé en tant que branche minskoise de l'association sportive Dinamo, il devient par la suite le seul club de la RSS de Biélorussie à prendre part à la première division soviétique, dont il dispute 39 des 54 saisons. Il remporte également le championnat lors de la saison 1982. Après l'indépendance de la Biélorussie en 1992, le Dinamo s'impose dans un premier temps comme l'équipe phare du nouveau championnat biélorusse au cours des années 1990, remportant six titres de champion entre 1992 et 1997 ainsi que deux Coupes de Biélorussie. Ses performances se détériorent cependant par la suite, le club ne remportant plus qu'un seul championnat en 2004, et enchaînant depuis les places d'honneur sur le podium avant de redevenir champion en 2023 et en 2024.
Avec deux participations à la phase de groupes de la Ligue Europa en 2014 et en 2015, il s'agît du deuxième club biélorusse à atteindre la phase de groupes d'une compétition européenne après le BATE Borisov.
Les couleurs principales de l'équipe sont le blanc et le bleu. Elle évolue au stade Dinamo, d'une capacité de 22 000 places, depuis sa construction en 1934.

## Histoire

### Période soviétique

#### Premières années (1927-1941)
Le club est fondé en 1927 en tant qu'implantation de l'association omnisports soviétique Dinamo dans la ville de Minsk. Son premier match se déroule le 18 juin 1927 contre une équipe de Smolensk. La même année, le club gagne officieusement son premier titre en remportant le championnat (ru) de la RSS de Biélorussie,. En effet, la compétition n'est alors disputée que par des équipes de ville tandis que celle de Minsk, composée dans sa large majorité de joueurs du Dinamo, termine vainqueur devant celle de Gomel.
Dans le courant des années 1930, le club se dote de sa propre enceinte, le stade Dinamo, qui peut alors accueillir environ 10 000 personnes. Dans le même temps, le Dinamo remporte le championnat biélorusse trois fois de suite entre 1937 et 1939, évoluant par ailleurs brièvement en cinquième division soviétique en 1937. À partir de 1940, l'équipe est intégrée au sein de la deuxième division, où elle termine sixième pour sa première année ce qui lui permet alors de monter au premier échelon pour la saison 1941. Ses débuts dans l'élite sont cependant interrompus par le déclenchement de la Seconde Guerre mondiale qui arrête la compétition pendant quatre ans.

#### Débuts dans l'élite et premières performances (1945-1973)
Après la fin de la guerre et la reprise du championnat soviétique à partir de 1945, le Dinamo complète sa première saison au premier échelon avec une neuvième position sur douze. Les années qui suivent voient le club stagner dans le bas de classement, chutant progressivement de place  jusqu'à sa relégation en 1950 après une dix-septième position. Le Dinamo entame alors une phase d'ascenseur qui le voit monter et descendre de manière régulière tout au long des années 1950. Durant cette période, le club adopte l’appellation Spartak à partir de 1954, année qui le voit par ailleurs réaliser son meilleur classement en date en terminant troisième du championnat, à cinq points du premier, avant d'être relégué dès l'année suivante.
Remontant dans l'élite pour la quatrième fois de la décennie en 1959, le club change une nouvelle fois de nom pour devenir le Belarus à partir de 1960. Cette dernière montée marque la fin de la période d'ascenseur de l'équipe qui se stabilise par la suite dans l'élite soviétique. Tandis que le nom Dinamo est repris de manière durable à partir de 1962 et que l'entraîneur Aleksandr Sevidov est nommé à la tête du club, une génération dorée voyant notamment les arrivées de Leonard Adamov (en), Beniamin Arzamastsev (ru), Eduard Malofeev, Mikhaïl Moustyguine,  Ivan Mozer, Igor Riomine (en) ou encore Eduard Zarembo (ru) au sein de l'équipe première permet au Dinamo d'égaler sa meilleure performance historique en 1963 avec une troisième position à sept points de la première place. Il se classe ensuite plusieurs fois dans le haut de classement. En parallèle, le club atteint en 1965 la finale de la coupe nationale, où il est cependant vaincu par le Spartak Moscou. Le départ de Sevidov au cours de la saison 1969 s'accompagne d'un déclin progressif des performances de l'équipe dans les années qui suivent, culminant avec une relégation en fin d'année 1973 qui met un terme à quatorze saisons consécutives au sein de l'élite.

#### Titre de champion et fin de l'ère soviétique (1974-1991)
Après une nouvelle brève période d'ascenseur entre 1974 et 1978 qui voit le Dinamo monter deux fois pour une descente, le club à présent sous la houlette d'Eduard Malofeev parvient à se stabiliser à nouveau au premier échelon.  Après trois saisons passées dans le milieu de classement, l'équipe crée la surprise en 1982 en remportant son seul et unique titre de champion à l'issue de la saison, enregistrant notamment deux victoires d'importance lors des deux dernières journées face au Dynamo Moscou (7-0) puis le Spartak Moscou (4-3) pour terminer avec un point d'avance sur le Dynamo Kiev. L'équipe victorieuse de cette saison, décrite par Sergueï Aleïnikov comme une « harmonie de la jeunesse et de l'expérience », compte parmi ses principaux titulaires des joueurs tels que Sergueï Borovski, Georgi Kondratiev, Iouri Kournenine, Sergueï Gotsmanov, Igor Gourinovitch, Viktor Ianouchevski (en), Iouri Poudychev, Aleksandr Prokopenko, Iouri Troukhan (ru), Mikhaïl Vergueïenko ou encore Andreï Zygmantovitch.
Ce titre de champion permet au Dinamo de prendre part à sa première compétition européennes en disputant la Coupe des clubs champions en 1983. Appelé à la tête de la sélection olympique au mois d'août 1983, Eduard Malofeev doit cependant laisser sa place entre-temps à Beniamin Arzamastsev (ru), qui amène l'équipe à la troisième place du championnat avant d'atteindre les quarts de finale de la coupe d'Europe, échouant face au club roumain du Dinamo Bucarest. Sous les houlettes successives d'Arzamastsev puis d'Ivan Sabostikov (ru), le club se maintient pendant un temps dans le haut de classement, se qualifiant notamment pour la Coupe UEFA en 1984, 1986 et 1988 ainsi que pour la Coupes des coupes en 1987, à la faveur d'une deuxième finale de coupe d'Union soviétique disputée la même année, elle aussi perdue face au Dynamo Kiev à l'issue d'une séance de tirs au but. Tandis que Malofeev retourne au poste d'entraîneur en mai 1988, les dernières années soviétiques du Dinamo sont marquées par une stagnation dans le milieu voire bas de classement. L'équipe parvient malgré tout à se maintenir jusqu'à la dissolution de l'Union soviétique en 1991, totalisant finalement trente-neuf saisons dans l'élite soviétique tout en étant l'unique club biélorusse à y avoir participé.

### Période biélorusse

Graphique résumant les classements du Dinamo Minsk depuis 1992 (en bleu). La ligne grise hachurée représente le nombre d'équipes participant à chaque saison.

#### Domination dans le championnat biélorusse et stagnation sportive (1992-1999)
Dans la foulée de l'indépendance biélorusse, le Dinamo Minsk prend son indépendance de la section biélorusse de la société Dinamo pour devenir une entité légale privé dont Ievgueni Khvastovitch devient propriétaire et président,. Étant alors l'unique club de l'ancienne élite soviétique à prendre part au nouveau championnat biélorusse, le club s'impose immédiatement comme la tête de proue des premières années du football biélorusse indépendant, remportant six titres des sept premiers championnats entre 1992 et 1997 ainsi que deux coupes nationales en 1992 et 1994. Ces résultats lui permettent également de prendre part régulièrement au compétitions européennes, notamment la Coupe UEFA, où il ne connaît cependant aucun résultat notable, étant régulièrement dès les premiers tours de qualification.
Sportivement en stagnation tandis que la concurrence s'intensifie, l'hégémonie du Dinamo est mise à mal dans un premier temps en 1996, lorsque le titre lui échappe au profit du MPKC Mazyr avant de se confirmer dès la saison 1998 lors de laquelle l'équipe connaît une année désastreuse s'achevant sur une huitième position en championnat. Au cours de l'année 1998, Ievgueni Khvastovitch se retire de la présidence du club, qui passe alors sous contrôle public à la demande du président biélorusse Alexandre Loukachenko. La majorité de ses parts sont par la suite rachetés par l'entreprise Triple, dont le propriétaire Iouri Tchij (en) accède à la présidence du club en fin d'année 1999,,.

#### Présidence de Iouri Tchij (2000-2019)
L'arrivée du nouveau propriétaire ne parvient pas à régler les problèmes sportifs du Dinamo, qui se démarque à présent par ses fréquents changements d'entraîneurs, plus d'une trentaine se succédant sur le banc du club en vingt ans. Les années suivants la prise de pouvoir de Tchij voient le club ne remporter qu'un seul championnat en 2004 ainsi qu'une coupe nationale en 2003. Par la suite, il se trouve complètement éclipsé par la montée du BATE Borisov qui finit par s'imposer comme nouveau club dominant sur le plan national, bien que le Dinamo se classe de manière régulière sur le podium et passe très près de remporter le titre en 2017, le BATE ne l'emportant finalement que dans les derniers instants de la dernière journée,.
En parallèle de ses performances nationales, le club continue de prendre part régulièrement aux compétitions européennes, atteignant notamment les barrages pour la phase de groupes de la Ligue Europa en 2010 avant d'échouer face au Club Bruges. Le Dinamo atteint cette même phase quatre ans plus tard en 2014 et triomphe cette fois des Portugais du CD Nacional pour prendre part à sa première phase de groupes européenne, devenant le deuxième club biélorusse à réaliser cette performance après le BATE Borisov. Tiré au sein du groupe K avec la Fiorentina, le PAOK Salonique et l'EA Guingamp, Minsk termine cependant dernier avec une victoire et un nul pour quatre défaites. Le club se qualifie une nouvelle fois pour la phase de groupes dès la saison suivante, battant cette fois le Red Bull Salzbourg en barrage avec d'être tiré dans le groupe E avec le Viktoria Plzeň, Villarreal et le Rapid Vienne, où il termine à nouveau dernier avec une seule victoire pour cinq défaites.
À partir de mars 2016, le président Tchij connaît des déboires judiciaires et financiers de plus en plus croissants. Cette situation culmine au mois de mai 2019 avec la prononciation par le tribunal économique de Minsk de l'illégalité de l'acquisition du club par son entreprise Triple en 1999. L'intégralité de ses parts est alors rétrocédée à la ville de Minsk.

## Bilan sportif

### Palmarès
| Période biélorusse | Période soviétique |
| - Championnat de Biélorussie (9) : - Champion : 1992, 1992-1993, 1993-1994, 1994-1995, 1995, 1997, 2004, 2023 et 2024 - Vice-champion : 1996, 2001, 2005, 2006, 2008, 2009, 2014, 2015 et 2017. - Coupe de Biélorussie (3) : - Vainqueur : 1992, 1993-1994 et 2003. - Finaliste : 1995-1996, 1997-1998 et 2012-2013. - Supercoupe de Biélorussie (1) : - Vainqueur : 2025. - Finaliste : 2024. - Coupe de la CEI : - Finaliste : 1993. | - Championnat d'Union soviétique (1) : - Champion : 1982. - Coupe d'Union soviétique : - Finaliste : 1965 et 1986-1987. - Coupe de la fédération soviétique : - Finaliste : 1989. - Championnat d'Union soviétique de D2 (2) : - Champion : 1953 et 1956 (zone 1). |

### Bilan par saison
Légende
- Vainqueur de la compétition
- Vice-champion ou finaliste de la compétition
- Troisième de la compétition
- Promotion en division supérieure
- Relégation en division inférieure

#### Période soviétique
| Saison           | Championnat             | Championnat             | Championnat             | Championnat             | Championnat             | Championnat             | Championnat             | Championnat             | Championnat             | Championnat             | Coupe d'URSS            |
| Saison           | Division                | Pos                     | Pts                     | J                       | V                       | N                       | D                       | BP                      | BC                      | Diff                    | Coupe d'URSS            |
| ---------------- | ----------------------- | ----------------------- | ----------------------- | ----------------------- | ----------------------- | ----------------------- | ----------------------- | ----------------------- | ----------------------- | ----------------------- | ----------------------- |
| 1936             | Championnat régional    | Championnat régional    | Championnat régional    | Championnat régional    | Championnat régional    | Championnat régional    | Championnat régional    | Championnat régional    | Championnat régional    | Championnat régional    | 64es de finale          |
| 1937             | 5e                      | 9e                      | 17                      | 10                      | 2                       | 3                       | 5                       | 20                      | 21                      | -1                      | 64es de finale          |
| 1938             | Championnat régional    | Championnat régional    | Championnat régional    | Championnat régional    | Championnat régional    | Championnat régional    | Championnat régional    | Championnat régional    | Championnat régional    | Championnat régional    | Demi-finales Q          |
| 1939             | Championnat régional    | Championnat régional    | Championnat régional    | Championnat régional    | Championnat régional    | Championnat régional    | Championnat régional    | Championnat régional    | Championnat régional    | Championnat régional    | —                       |
| 1940             | 2e                      | 6e                      | 26                      | 26                      | 10                      | 6                       | 10                      | 42                      | 41                      | +1                      | —                       |
| 1941-1944        | Seconde Guerre mondiale | Seconde Guerre mondiale | Seconde Guerre mondiale | Seconde Guerre mondiale | Seconde Guerre mondiale | Seconde Guerre mondiale | Seconde Guerre mondiale | Seconde Guerre mondiale | Seconde Guerre mondiale | Seconde Guerre mondiale | Seconde Guerre mondiale |
| 1945             | 1re                     | 9e                      | 17                      | 22                      | 5                       | 7                       | 10                      | 20                      | 39                      | -19                     | Seizièmes de finale     |
| 1946             | 1re                     | 11e                     | 13                      | 22                      | 3                       | 7                       | 12                      | 22                      | 43                      | -21                     | Huitièmes de finale     |
| 1947             | 1re                     | 12e                     | 14                      | 24                      | 5                       | 4                       | 15                      | 17                      | 46                      | -29                     | Huitièmes de finale     |
| 1948             | 1re                     | 12e                     | 18                      | 26                      | 5                       | 8                       | 13                      | 38                      | 62                      | -24                     | Huitièmes de finale     |
| 1949             | 1re                     | 15e                     | 22                      | 34                      | 8                       | 6                       | 20                      | 36                      | 73                      | -37                     | Seizièmes de finale     |
| 1950             | 1re                     | 17e                     | 23                      | 36                      | 9                       | 5                       | 22                      | 44                      | 73                      | -29                     | Huitièmes de finale     |
| 1951             | 2e                      | 2e                      | 49                      | 34                      | 21                      | 7                       | 6                       | 57                      | 30                      | +27                     | 64es de finale          |
| 1952             | 1re                     | 14e                     | 5                       | 13                      | 1                       | 3                       | 9                       | 10                      | 29                      | -19                     | Huitièmes de finale     |
| 1953             | 2e                      | 1er                     | 33                      | 22                      | 13                      | 7                       | 2                       | 36                      | 13                      | +23                     | 128es de finale         |
| 1954             | 1re                     | 3e                      | 30                      | 24                      | 12                      | 6                       | 6                       | 29                      | 23                      | +6                      | Huitièmes de finale     |
| 1955             | 1re                     | 12e                     | 10                      | 22                      | 2                       | 6                       | 14                      | 13                      | 32                      | -19                     | Quarts de finale        |
| 1956             | 2e Zone 1               | 1er                     | 47                      | 34                      | 18                      | 11                      | 5                       | 45                      | 26                      | +19                     | —                       |
| 1957             | 1re                     | 12e                     | 9                       | 22                      | 1                       | 7                       | 14                      | 11                      | 40                      | -29                     | Huitièmes de finale     |
| 1958             | 2e Zone 3               | 2e                      | 41                      | 30                      | 18                      | 5                       | 7                       | 56                      | 25                      | +31                     | Huitièmes de finale Q   |
| 1959             | 2e Zone 2               | 7e                      | 31                      | 28                      | 13                      | 5                       | 10                      | 33                      | 28                      | +5                      | —                       |
| 1960             | 1re                     | 11e                     | 31                      | 30                      | 13                      | 5                       | 12                      | 32                      | 39                      | -7                      | Quarts de finale Q      |
| 1961             | 1re                     | 19e                     | 24                      | 32                      | 7                       | 10                      | 15                      | 29                      | 44                      | -15                     | Seizièmes de finale     |
| 1962             | 1re                     | 19e                     | 18                      | 18                      | 6                       | 6                       | 6                       | 21                      | 22                      | -1                      | Huitièmes de finale     |
| 1963             | 1re                     | 3e                      | 48                      | 38                      | 18                      | 12                      | 8                       | 47                      | 27                      | +20                     | Quarts de finale        |
| 1964             | 1re                     | 9e                      | 31                      | 32                      | 7                       | 17                      | 8                       | 24                      | 21                      | +3                      | Seizièmes de finale     |
| 1965             | 1re                     | 4e                      | 37                      | 32                      | 14                      | 9                       | 9                       | 37                      | 27                      | +10                     | Finale                  |
| 1966             | 1re                     | 11e                     | 35                      | 36                      | 11                      | 13                      | 12                      | 36                      | 39                      | -3                      | Demi-finales            |
| 1967             | 1re                     | 4e                      | 43                      | 36                      | 13                      | 17                      | 6                       | 47                      | 31                      | +16                     | Huitièmes de finale     |
| 1968             | 1re                     | 6e                      | 46                      | 38                      | 17                      | 12                      | 9                       | 52                      | 36                      | +16                     | Huitièmes de finale     |
| 1969             | 1re                     | 13e                     | 19                      | 26                      | 5                       | 9                       | 12                      | 14                      | 31                      | -17                     | Seizièmes de finale     |
| 1970             | 1re                     | 9e                      | 32                      | 32                      | 11                      | 10                      | 11                      | 33                      | 29                      | +4                      | Huitièmes de finale     |
| 1971             | 1re                     | 11e                     | 28                      | 30                      | 8                       | 12                      | 10                      | 36                      | 43                      | -7                      | Huitièmes de finale     |
| 1972             | 1re                     | 8e                      | 31                      | 30                      | 10                      | 11                      | 9                       | 27                      | 28                      | -1                      | Seizièmes de finale     |
| 1973             | 1re                     | 15e                     | 17                      | 30                      | 7                       | 9                       | 14                      | 21                      | 36                      | -15                     | Huitièmes de finale     |
| 1974             | 2e                      | 3e                      | 51                      | 38                      | 21                      | 9                       | 8                       | 60                      | 38                      | +22                     | Seizièmes de finale     |
| 1975             | 2e                      | 2e                      | 50                      | 38                      | 21                      | 8                       | 9                       | 52                      | 31                      | +21                     | Seizièmes de finale     |
| 1976 (printemps) | 1re                     | 9e                      | 15                      | 15                      | 6                       | 3                       | 6                       | 17                      | 18                      | -1                      | Seizièmes de finale     |
| 1976 (automne)   | 1re                     | 16e                     | 8                       | 15                      | 2                       | 4                       | 9                       | 10                      | 21                      | -11                     | Seizièmes de finale     |
| 1977             | 2e                      | 4e                      | 47                      | 38                      | 19                      | 9                       | 10                      | 48                      | 29                      | +19                     | Huitièmes de finale     |
| 1978             | 2e                      | 3e                      | 53                      | 38                      | 21                      | 11                      | 6                       | 57                      | 28                      | +29                     | 32es de finale          |
| 1979             | 1re                     | 6e                      | 36                      | 34                      | 15                      | 6                       | 13                      | 48                      | 38                      | +10                     | Phase de groupes        |
| 1980             | 1re                     | 10e                     | 32                      | 34                      | 11                      | 12                      | 11                      | 41                      | 42                      | -1                      | Huitièmes de finale     |
| 1981             | 1re                     | 9e                      | 32                      | 34                      | 11                      | 13                      | 10                      | 44                      | 39                      | +5                      | Quarts de finale        |
| 1982             | 1re                     | 1er                     | 47                      | 34                      | 19                      | 9                       | 6                       | 63                      | 35                      | +28                     | Quarts de finale        |
| 1983             | 1re                     | 3e                      | 43                      | 34                      | 17                      | 9                       | 8                       | 51                      | 34                      | +17                     | Seizièmes de finale     |
| 1984             | 1re                     | 5e                      | 40                      | 34                      | 15                      | 13                      | 6                       | 43                      | 28                      | +15                     | Demi-finales            |
| 1985             | 1re                     | 4e                      | 41                      | 34                      | 16                      | 9                       | 9                       | 40                      | 31                      | +9                      | Quarts de finale        |
| 1986             | 1re                     | 10e                     | 28                      | 30                      | 10                      | 8                       | 12                      | 37                      | 40                      | -3                      | Quarts de finale        |
| 1987             | 1re                     | 5e                      | 33                      | 30                      | 12                      | 9                       | 9                       | 33                      | 25                      | +8                      | Finale                  |
| 1988             | 1re                     | 12e                     | 25                      | 30                      | 7                       | 11                      | 12                      | 29                      | 34                      | -5                      | Seizièmes de finale     |
| 1989             | 1re                     | 9e                      | 29                      | 30                      | 11                      | 7                       | 12                      | 35                      | 33                      | +2                      | Quarts de finale        |
| 1990             | 1re                     | 12e                     | 15                      | 24                      | 6                       | 3                       | 15                      | 20                      | 34                      | -14                     | Quarts de finale        |
| 1991             | 1re                     | 8e                      | 29                      | 30                      | 9                       | 10                      | 11                      | 29                      | 31                      | -2                      | Quarts de finale        |
| 1991             | 1re                     | 8e                      | 29                      | 30                      | 9                       | 10                      | 11                      | 29                      | 31                      | -2                      | Huitièmes de finale     |

#### Période biélorusse
| Saison    | Championnat | Championnat | Championnat | Championnat | Championnat | Championnat | Championnat | Championnat | Championnat | Championnat | Coupe de Biélorussie |
| Saison    | Division    | Pos         | Pts         | J           | V           | N           | D           | BP          | BC          | Diff        | Coupe de Biélorussie |
| --------- | ----------- | ----------- | ----------- | ----------- | ----------- | ----------- | ----------- | ----------- | ----------- | ----------- | -------------------- |
| 1992      | 1re         | 1er         | 25          | 15          | 11          | 3           | 1           | 38          | 7           | +31         | Vainqueur            |
| 1992-1993 | 1re         | 1er         | 57          | 32          | 26          | 5           | 1           | 90          | 25          | +65         | Demi-finales         |
| 1993-1994 | 1re         | 1er         | 52          | 30          | 24          | 4           | 2           | 76          | 20          | +56         | Vainqueur            |
| 1994-1995 | 1re         | 1er         | 48          | 30          | 20          | 8           | 2           | 83          | 24          | +59         | Huitièmes de finale  |
| 1995      | 1re         | 1er         | 38          | 15          | 12          | 2           | 1           | 42          | 13          | +29         | Finale               |
| 1996      | 1re         | 2e          | 75          | 30          | 23          | 6           | 1           | 83          | 20          | +63         | Finale               |
| 1997      | 1re         | 1er         | 70          | 30          | 21          | 7           | 2           | 74          | 24          | +50         | Demi-finales         |
| 1998      | 1re         | 8e          | 39          | 28          | 11          | 6           | 11          | 39          | 38          | +1          | Finale               |
| 1999      | 1re         | 6e          | 51          | 30          | 14          | 9           | 7           | 51          | 30          | +21         | Huitièmes de finale  |
| 2000      | 1re         | 3e          | 62          | 30          | 14          | 9           | 7           | 49          | 21          | +28         | Huitièmes de finale  |
| 2001      | 1re         | 2e          | 53          | 26          | 16          | 5           | 5           | 52          | 21          | +31         | Demi-finales         |
| 2002      | 1re         | 7e          | 42          | 26          | 12          | 6           | 8           | 44          | 28          | +16         | Quarts de finale     |
| 2003      | 1re         | 3e          | 64          | 30          | 20          | 4           | 6           | 62          | 24          | +38         | Vainqueur            |
| 2004      | 1re         | 1er         | 75          | 30          | 24          | 3           | 3           | 64          | 18          | +46         | Quarts de finale     |
| 2005      | 1re         | 2e          | 50          | 26          | 15          | 5           | 6           | 50          | 26          | +24         | Huitièmes de finale  |
| 2006      | 1re         | 2e          | 52          | 26          | 15          | 7           | 4           | 44          | 22          | +22         | Quarts de finale     |
| 2007      | 1re         | 9e          | 35          | 26          | 8           | 11          | 7           | 27          | 28          | -1          | Quarts de finale     |
| 2008      | 1re         | 2e          | 62          | 30          | 19          | 5           | 6           | 49          | 29          | +20         | Demi-finales         |
| 2009      | 1re         | 2e          | 50          | 26          | 14          | 8           | 4           | 38          | 18          | +20         | Huitièmes de finale  |
| 2010      | 1re         | 4e          | 56          | 33          | 17          | 5           | 11          | 49          | 34          | +15         | Quarts de finale     |
| 2011      | 1re         | 4e          | 49          | 33          | 14          | 7           | 12          | 50          | 43          | +7          | Huitièmes de finale  |
| 2012      | 1re         | 3e          | 56          | 30          | 16          | 8           | 6           | 37          | 19          | +18         | Huitièmes de finale  |
| 2013      | 1re         | 3e          | 54          | 32          | 15          | 9           | 8           | 44          | 33          | +11         | Finale               |
| 2014      | 1re         | 2e          | 61          | 32          | 18          | 7           | 7           | 44          | 21          | +23         | Huitièmes de finale  |
| 2015      | 1re         | 2e          | 53          | 26          | 15          | 8           | 3           | 36          | 13          | +23         | Demi-finales         |
| 2016      | 1re         | 3e          | 55          | 30          | 15          | 10          | 5           | 46          | 28          | +18         | Quarts de finale     |
| 2017      | 1re         | 2e          | 68          | 30          | 22          | 2           | 6           | 46          | 15          | +31         | Quarts de finale     |
| 2018      | 1re         | 3e          | 63          | 30          | 18          | 10          | 3           | 41          | 17          | +24         | Huitièmes de finale  |
| 2019      | 1re         | 4e          | 50          | 30          | 15          | 5           | 10          | 43          | 39          | +4          | Demi-finales         |
| 2020      | 1re         | 6e          | 52          | 30          | 16          | 4           | 10          | 38          | 25          | +13         | Quarts de finale     |
| 2021      | 1re         | 3e          | 62          | 30          | 19          | 5           | 6           | 55          | 20          | +35         | Seizièmes de finale  |
| 2022      | 1re         | 4e          | 59          | 30          | 16          | 11          | 3           | 50          | 25          | +25         | Quarts de finale     |
| 2023      | 1re         | 1er         | 69          | 28          | 22          | 3           | 3           | 72          | 21          | +51         | Huitièmes de finale  |
| 2024      | 1re         | 1er         | 68          | 30          | 20          | 8           | 2           | 50          | 13          | +37         | Demi-finales         |

### Bilan européen
| Compétition              | P  | M   | V  | N  | D  | BP  | BC  | Diff. |
| ------------------------ | -- | --- | -- | -- | -- | --- | --- | ----- |
| Ligue des champions (C1) | 6  | 18  | 5  | 7  | 6  | 22  | 23  | -1    |
| Coupe des coupes (C2)    | 1  | 6   | 2  | 3  | 1  | 6   | 4   | +2    |
| Ligue Europa (C3)        | 22 | 109 | 42 | 23 | 44 | 141 | 141 | 0     |
| Ligue Conférence (C4)    | 4  | 14  | 2  | 2  | 10 | 11  | 25  | -14   |
| Coupe Intertoto          | 2  | 12  | 5  | 3  | 4  | 22  | 13  | +9    |
| Total                    | 35 | 159 | 56 | 38 | 65 | 202 | 206 | -4    |

## Personnalités du club

### Entraîneurs
La liste suivante présente les différents entraîneurs du club depuis 1940.
- Mikhaïl Tchourkine (1940)
- Lev Kortchebokov (en) (1941)
- Ievgueni Ieliseïev (1945-septembre 1947)
- Lev Kortchebokov (en) (septembre 1947-1950)
- Ievgueni Fokine (en) (1951-septembre 1952)
- Mikhaïl Bozenenkov (septembre 1952-1955)
- Dmitri Matveïev (1956)
- Vassili Sokolov (1957)
- Mikhaïl Bozenenkov (1958)
- Viktor Novikov (ru) (1960-1961)
- Aleksandr Sevidov (1962-août 1969)
- Vitali Koseniouk (septembre 1969-octobre 1969)
- Ivan Mozer (novembre 1969-1973)
- Ievgueni Gorianski (en) (août 1974-1976)
- Oleh Bazylevych (en) (1977-juillet 1978)
- Eduard Malofeev (juillet 1978-août 1983)
- Beniamin Arzamastsev (ru) (septembre 1983-juin 1986)
- Ivan Sabostikov (ru) (juillet 1986-mai 1988)
- Eduard Malofeev (mai 1988-avril 1991)
- Mikhaïl Vergueïenko (avril 1991-mai 1994)
- Ivan Chtchiokine (ru) (juin 1994-mai 1997)
- Anatoli Baïdatchny (juin 1997-décembre 1997)
- Vladimir Kournev (en) (janvier 1998-août 1998)
- Iouri Kournenine (avril 1999-juin 2000)
- Pavel Radnionak (en) (juin 2000-décembre 2000)
- Aleksandr Piskariov (janvier 2001-juin 2001)
- Georgi Kondratiev (juillet 2001-octobre 2001)
- Eduard Malofeev (octobre 2001-avril 2002)
- Andreï Zygmantovitch (avril 2002-octobre 2002)
- Gueorgui Guiourov (décembre 2002-mai 2003)
- Anatoli Baïdatchny (mai 2003-décembre 2003)
- Piotr Choubine (en) (janvier 2004-mai 2004)
- Iouri Choukanov (en) (mai 2004-mai 2005)
- Aleksandr Bachmakov (mai 2005-juillet 2005)
- Oleksandr Ryabokon (en) (juillet 2005-mai 2006)
- Alekseï Petrouchine (mai 2006-novembre 2006)
- Piotr Katchouro (en) (novembre 2006-avril 2007)
- Aliaksandr Khatskevich (avril 2007-novembre 2007)
- Igor Kriouchenko (novembre 2007-septembre 2008)
- Slavoljub Muslin (septembre 2008-juillet 2009)
- Sergueï Gurenko (août 2009-mai 2010)
- Vladimir Golmak (en) (mai 2010-décembre 2010)
- Oleg Vassilenko (décembre 2010-mai 2011)
- Sergueï Ovtchinnikov (mai 2011-octobre 2011)
- Aleksandr Sedniov (en) (décembre 2011-juillet 2012)
- Oleh Protasov (juillet 2012-juin 2013)
- Robert Maaskant (juin 2013-décembre 2013)
- Vladimir Jouravel (en) (janvier 2014-décembre 2014)
- Dušan Uhrin Jr. (en) (décembre 2014-avril 2015)
- Vuk Rašović (en) (mai 2015-juillet 2016)
- Sergueï Borovski (juillet 2016-mai 2017)
- Sergueï Gurenko (mai 2017-janvier 2019)
- Roman Pylypchuk (en) (février 2019-mai 2019)
- Sergueï Gurenko (juin 2019-avril 2020[17])
- Leonid Kuchuk (avril 2020[18]-juin 2021)
- Artiom Tcheliadinski (juin 2021-novembre 2022)
- Vadim Skripchenko (novembre 2022-juillet 2025)

### Effectif actuel
1. ↑  Seule la nationalité sportive est indiquée. Un joueur peut avoir plusieurs nationalités mais n'a le droit de jouer que pour une seule sélection nationale.
2. ↑  Seule la sélection la plus importante est indiquée.

### Joueurs emblématiques

#### Distinctions individuelles
La liste suivante présente les joueurs ayant obtenu des distinctions individuelles notables au cours de leur passage au club.
| Nom                      | Période au club                    | Performances |
| ------------------------ | ---------------------------------- | --- |
| Juan Ussatorre (ru)      | 1962-1965                          | Liste des 33 meilleurs joueurs d'URSS en 1965. |
| Mikhaïl Moustyguine      | 1962-1972                          | Meilleur buteur du championnat soviétique en 1962 et 1967. Liste des 33 meilleurs joueurs d'URSS en 1963 et 1967.                                            |
| Eduard Malofeev          | 1963-1974                          | Membre du club Grigory Fedotov (en). Meilleur buteur du championnat soviétique en 1971. Liste des 33 meilleurs joueurs d'URSS en 1963 et 1965, 1967 et 1968. |
| Vladimir Sakharov (en)   | 1968-1973                          | Liste des 33 meilleurs joueurs d'URSS en 1968. |
| Aleksandr Prokopenko     | 1973-1983                          | Liste des 33 meilleurs joueurs d'URSS en 1982. |
| Piotr Vassilevski (en)   | 1973-1984                          | Liste des 33 meilleurs joueurs d'URSS en 1982. |
| Valeri Chaveïko (en)     | 1974-1980                          | Liste des 33 meilleurs joueurs d'URSS en 1979. |
| Iouri Kourbyko           | 1974-1985 1988-1992                | Footballeur biélorusse de l'année en 1991. |
| Sergueï Borovski         | 1974-1987                          | Liste des 33 meilleurs joueurs d'URSS en 1981, 1982, 1983 et 1984.                                                                                           |
| Iouri Poudychev          | 1976-1984                          | Liste des 33 meilleurs joueurs d'URSS en 1982. |
| Iouri Kournenine         | 1976-1987                          | Liste des 33 meilleurs joueurs d'URSS en 1982, 1983 et 1984.                                                                                                 |
| Sergueï Gotsmanov        | 1977 1979-1990 1992-1994           | Footballeur biélorusse de l'année en 1983, 1985, 1987 et 1989. Liste des 33 meilleurs joueurs d'URSS en 1983, 1984, 1985, 1986 et 1987.                      |
| Igor Gourinovitch        | 1977-1987                          | Liste des 33 meilleurs joueurs d'URSS en 1982 et 1983. |
| Viktor Ianouchevski (en) | 1977-1988                          | Liste des 33 meilleurs joueurs d'URSS en 1982. |
| Viktor Chichkine (en)    | 1978 1982-1985                     | Liste des 33 meilleurs joueurs d'URSS en 1983. |
| Viktor Sokol             | 1979-1991                          | Meilleur buteur de la Coupe des clubs champions en 1984. |
| Georgi Kondratiev        | 1980-1988                          | Membre du club Grigory Fedotov (en). Liste des 33 meilleurs joueurs d'URSS en 1985 et 1987.                                                                  |
| Sergueï Aleinikov        | 1981-1989                          | Footballeur biélorusse de l'année en 1984, 1986, et 1989. Liste des 33 meilleurs joueurs d'URSS en 1982, 1983, 1984, 1985, 1986, 1987 et 1988.               |
| Andreï Zygmantovitch     | 1981-1990 1992                     | Footballeur biélorusse de l'année en 1992. Liste des 33 meilleurs joueurs d'URSS en 1983, 1984, 1985, 1988 et 1989.                                          |
| Aleksandr Metlitski      | 1984-1990                          | Footballeur biélorusse de l'année en 1990. |
| Sergueï Gerasimets       | 1989-1993                          | Footballeur biélorusse de l'année en 1993. |
| Pyotr Kachura (en)       | 1990-1991 1994-1996 2001-2002 2005 | Meilleur buteur du championnat biélorusse en 1994. |
| Valentin Belkevich       | 1991-1996                          | Footballeur biélorusse de l'année en 1995. |
| Sergueï Baranovski (en)  | 1992-1994                          | Meilleur buteur du championnat biélorusse en 1993. |
| Vladimir Makovski        | 1996-1997 2003                     | Footballeur biélorusse de l'année en 1996. |
| Andreï Lavrik            | 1996-1997                          | Footballeur biélorusse de l'année en 1997. |
| Sergueï Kornilenko       | 2001-2003                          | Meilleur buteur du championnat biélorusse en 2003. |

#### Autres joueurs notables
La liste suivante présente des joueurs du club qui y ont eu une certaine longévité ou dont le passage a été notable. Les joueurs ayant disputé des rencontres internationales au cours de leur passage sont marqués en gras.
- Leonard Adamov (en) (1963-1970)
- Beniamin Arzamastsev (ru) (1963-1969)
- Anatoli Baïdatchny (1974-1979)
- Vladimir Kournev (ru) (1968-1980)
- Ivan Mozer (1952-1955, 1961-1966)
- Igor Riomine (en) (1962-1970)
- Ivan Savostikov (ru) (1961-1969)
- Ievgueni Toleïko (ru) (1963-1972)
- Anatoli Vassiliev (ru) (1966-1973)
- Mikhaïl Vergueïenko (1971-1983)
- Eduard Zarembo (ru) (1959-1969)
- Stanislav Dragun (2008-2013)
- Sergueï Guiguevitch (en) (2004-2009)
- Aleksandr Gutor (2013-2016)
- Andrey Harbunow (2008-2011, 2018)
- Vladimir Jouravel (en) (1990-1997)
- Sergueï Kornilenko (2001-2003)
- Sergey Kislyak (2001-2005)
- Leonid Kovel (2004-2006, 2011)
- Aleksandr Martynovitch (2006-2010)
- Sergueï Pavlioukovitch (en) (2004-2009)
- Kirill Pavlioutchek (en) (2004-2009)
- Syarhey Palitsevich (2011-2015)
- Anton Putsila (2004-2010)
- Igor Rajkov (en) (2003-2006)
- Andreï Razine (en) (2000-2002, 2004-2005)
- Viktor Sokol (en) (2001-2004)
- Andreï Tchoukhleï (en) (2005-2010)
- Yan Tigorev (2002-2006, 2015-2016)
- Maxim Tsigalko (2001-2006)
- Youri Tsigalko (2001-2005)
- Oleg Veretilo (2007-2015)
- Vitali Volodenkov (en) (1994-2007)
- Edu (en) (2005-2008)
- Aurélien Montaroup (2008-2011)
- Bruno Mbanangoyé Zita (2006-2009, 2011-2012)
- Nenad Adamović (en) (2013-2016)
- Umaru Bangura (2014-2016)
- Róbert Rák (2007-2008)
- Hernán Figueredo (en) (2013-2016)